# Dụ ngôn Chiên lạc mất

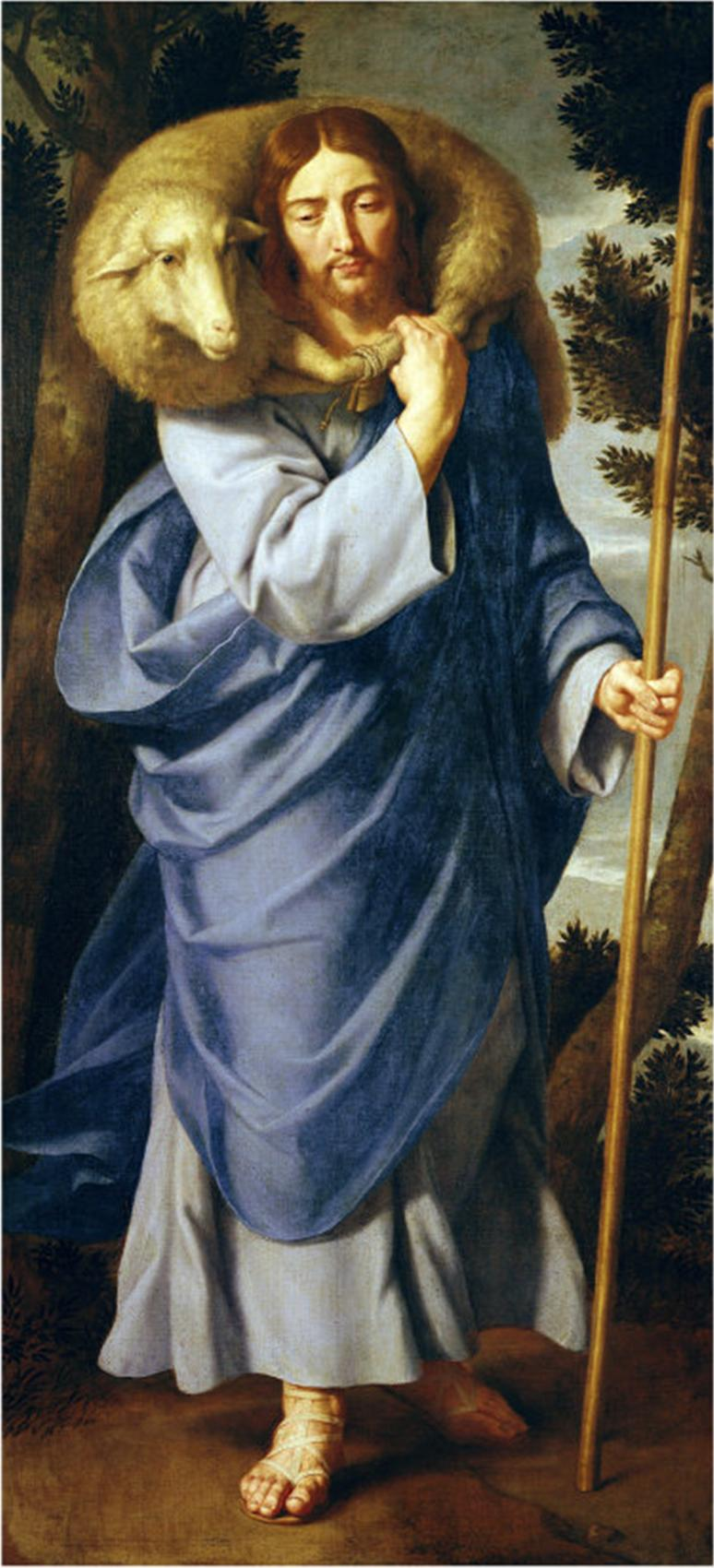

Chiên lạc mất là dụ ngôn của Chúa Giê-su được ghi lại trong Tân Ước ở Phúc âm Matthew (Mátthêu hoặc Ma-thi-ơ) 18:12-14, và Luca 15:3-7. Có những hình ảnh tương đồng được tìm thấy trong Cựu Ước như: Êdêkien 34:6-12 và Thánh Vịnh 119 và 176. Dụ ngôn này đề cập về con cừu bị lạc mất, từ đó suy ra nhiều ý nghĩa.

## Nội dung
| “                                                                      | Anh em nghĩ sao? Ai có một trăm con chiên mà có một con đi lạc, lại không để chín mươi chín con kia trên núi mà đi tìm con chiên lạc sao? Và nếu may mà tìm được, thì Thầy bảo thật anh em, người ấy vui mừng vì con chiên đó, hơn là vì chín mươi chín con không bị lạc. Cũng vậy, Cha của anh em, Đấng ngự trên trời, không muốn cho một ai trong những kẻ bé mọn này phải hư mất. | ” |
| — Matthew 18:12-14, Bản dịch của Nhóm Phiên dịch Các giờ kinh Phụng vụ | |   |

Chiên lạc mất là dụ ngôn đầu tiên trong một chuỗi ba dụ ngôn của Chúa Giê-su (Luca chương 15) nhằm trả lời những người Pharisee và những nhà lãnh đạo tôn giáo khác khi họ kết án Chúa Giê-su "đón chào kẻ có tội và ngồi ăn với họ". Đây không chỉ là một lời cáo buộc, mà còn là cách họ dùng để thách thức tính cách và thẩm quyền giáo huấn của Chúa Giê-su. Cả ba dụ ngôn này đều liên quan đến việc đánh mất một điều quý báu rồi tìm lại được.
Nội dung câu chuyện không xa lạ với những người chăn chiên thời ấy. Nếu một con chiên bị lạc, người chăn sẽ để cả bầy ở lại và đi ra tìm kiếm chiên lạc. Khi tìm được rồi, người ấy vui mừng quá đỗi và muốn bạn hữu đến chung vui với mình. Như vậy, trong một thời điểm nào đó, con chiên lạc được xem là quan trọng hơn những con còn lại trong bầy.

## Luận giải
Tân Ước thuật lại lời luận giải của Chúa Giê-su, "trên trời cũng vậy, sẽ vui mừng cho một kẻ có tội ăn năn hơn là chín mươi chín kẻ công bình không cần phải ăn năn". Mối quan tâm đặc biệt đến những kẻ lạc mất, những người bị tổn thương, những mảnh đời bất hạnh và bị lãng quên được dàn trải trong suốt những trang sách của Cựu Ước và Tân Ước. Có lẽ những người Pharisee và các nhà lãnh đạo tôn giáo, theo góc nhìn của họ, ngụ ý đến Thánh vịnh 1.1 (Phước cho người nào chẳng theo mưu kế kẻ dữ/ chẳng đứng trong đường tội nhân/ không ngồi chỗ của kẻ nhạo báng) khi tìm cách kết án Chúa Giê-su, thì ông chia sẻ quan điểm của Tiên tri Ezekiel.
Chúa Giê-su so sánh kẻ có tội với chiên lạc mất. Đi ra tìm kiếm người ấy là quan trọng hơn nhiều người không lạc mất. Ngày nay, chúng ta thường chứng kiến nhiều người chấp nhận hi sinh mạng sống để cứu người khác, bởi vì số phận những người đang ở trong sự hiểm nghèo là quan trọng hơn số đông đang sống trong bình an. "Kẻ có tội" là những người đang sống trong sự hiểm nghèo của sự chết đời đời, do đó Chúa Giê-xu quan tâm đến họ càng hơn. Bằng cách ấy, Giê-xu quay sự cáo buộc của người Pharisee về lại chính họ, và biện minh cho hành động của ông.